# Dasychira albescens
Dasychira albescens är en fjärilsart som beskrevs av Moore 1879. Dasychira albescens ingår i släktet Dasychira och familjen tofsspinnare. Inga underarter finns listade i Catalogue of Life.